# Möckeln, Östergötland
Möckeln är en sjö i Kinda kommun och Vimmerby kommun i Östergötland och ingår i Motala ströms huvudavrinningsområde. Sjön har en area på 2,6 kvadratkilometer och ligger 175 meter över havet.

## Delavrinningsområde
Möckeln ingår i det delavrinningsområde (641011-148790) som SMHI kallar för Inloppet i Möckeln. Medelhöjden är 195 meter över havet och ytan är 16,35 kvadratkilometer. Det finns ett avrinningsområde uppströms, och räknas det in blir den ackumulerade arean 22,9 kvadratkilometer. Vattendraget som avvattnar avrinningsområdet har biflödesordning 3, vilket innebär att vattnet flödar genom totalt 3 vattendrag innan det når havet efter 260 kilometer. Avrinningsområdet består mestadels av skog (72 procent). Avrinningsområdet har 2,78 kvadratkilometer vattenytor vilket ger det en sjöprocent på 17 procent.